# Liste der Kardinalskreierungen Alexanders VII.

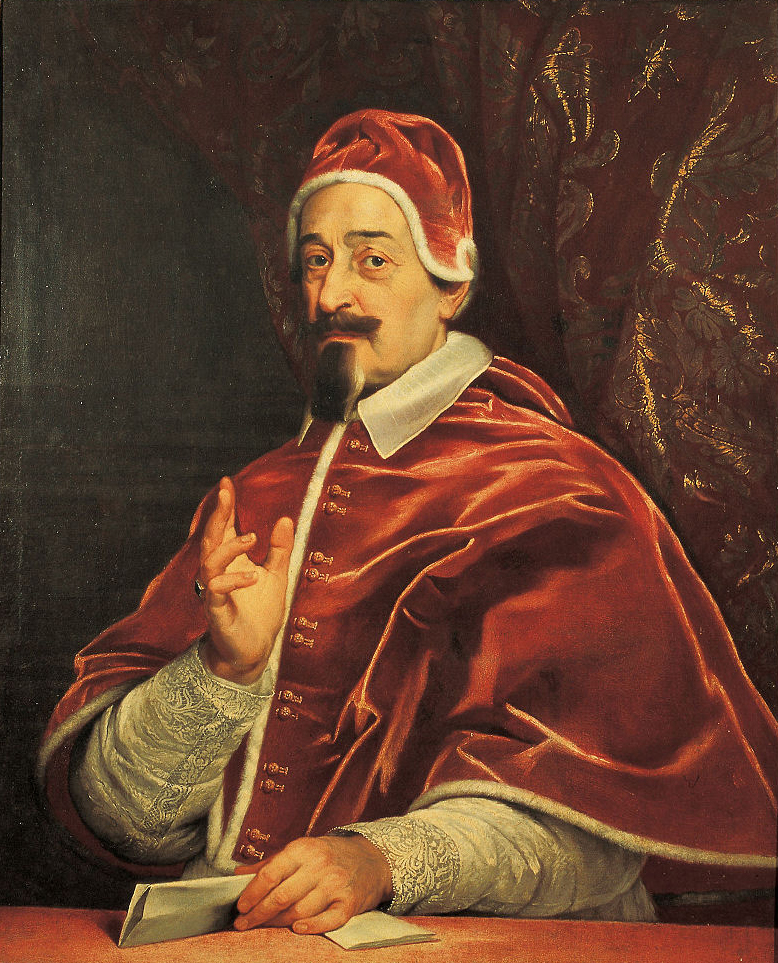
Alexander VII.

Papst Alexander VII. kreierte in seinem Pontifikat folgende Kardinäle:

## 9. April 1657
- Flavio Chigi
- Camillo Melzi
- Giulio Rospigliosi (später Papst Clemens IX.)
- Girolamo Buonvisi
- Francesco Paolucci
- Scipione Pannocchieschi d’Elci
- Girolamo Farnese, in pectore
- Antonio Bichi, in pectore
- Francesco Maria Sforza Pallavicino SJ

## 29. April 1658
- Volumnio Bandinelli, in pectore
- Odoardo Vecchiarelli, in pectore
- Giacomo Franzoni, in pectore
- Girolamo Farnese, veröffentlicht

## 10. November 1659
- Antonio Bichi, veröffentlicht

## 5. April 1660
- Volumnio Bandinelli, veröffentlicht
- Odoardo Vecchiarelli, veröffentlicht
- Giacomo Franzoni, veröffentlicht
- Franz Wilhelm von Wartenberg
- Pietro Vidoni
- Gregorio Giovanni Gasparo Barbarigo
- Pascual de Aragón
- Francesco Maria Mancini

## 14. Januar 1664
- Girolamo Boncompagni
- Carlo Bonelli
- Celio Piccolomini
- Carlo Carafa della Spina
- Alfonso Litta
- Neri Corsini
- Giacomo Filippo Nini
- Paluzzo Paluzzi Altieri degli Albertoni
- Cesare Maria Antonio Rasponi
- Giannicolò Conti
- Angelo Celsi
- Paolo Savelli

## 15. Februar 1666
- Giulio Spinola, in pectore
- Carlo Roberti de’ Vittori, in pectore
- Vitaliano Visconti, in pectore
- Innico Caracciolo, in pectore

## 7. März 1667
- Giulio Spinola, veröffentlicht
- Carlo Roberti de’ Vittori, veröffentlicht
- Innico Caracciolo, veröffentlicht
- Giovanni Dolfin
- Guidobald von Thun
- Louis de Vendôme
- Luis Guillermo de Moncada Aragón Luna de Peralta y de la Cerda
- Vitaliano Visconti, veröffentlicht